# Kokoro Asano
Kokoro Asano (jap. 浅野 こころ Asano Kokoro; ur. 11 czerwca 2002 w Sendai) – japońska aktorka AV grająca w filmach dla dorosłych, należy do Bstar, jest także ekskluzywną aktorką studia S1. Wcześniej znana jako Kokoro Utano (歌野こころ). Poza branżą AV do końca sierpnia 2023 roku posługiwała się pseudonimem „Kokoro” (こころ).

## Życiorys

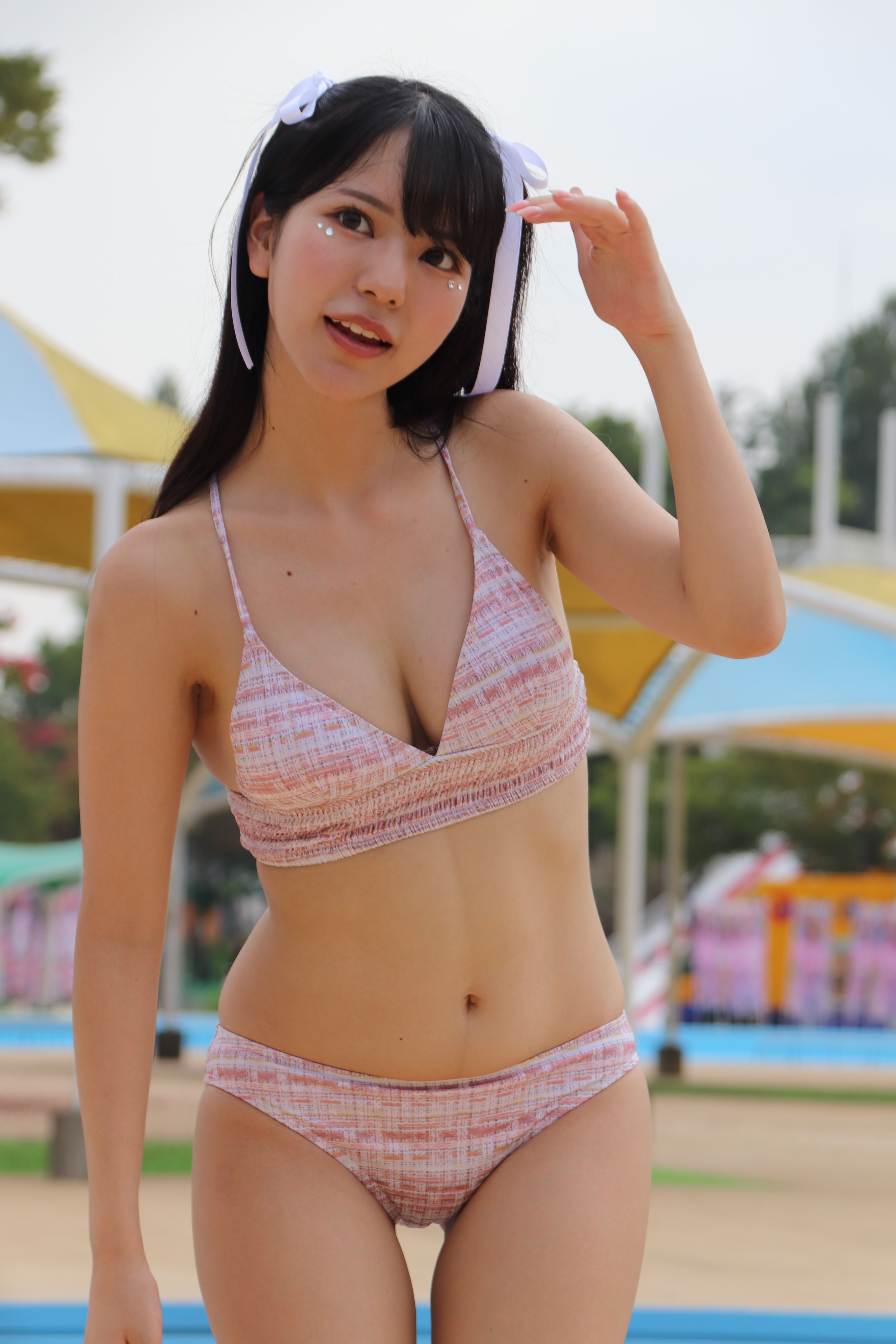
Zdjęcie Kokoro wykonane podczas festiwalu strojów kąpielowych Kindai Mahjong (wrzesień 2023)

W marcu 2023 roku zadebiutowała w filmie dla dorosłych jako ekskluzywna aktorka dla S1 pod pseudonimem Kokoro Utano.
11 kwietnia odbył się jej pierwszym występ muzyczny „月で逢いましょうVol.69「New Comer Special」” w Sangenjaya Grapefruit Moon w Tokio wspólnie z dwiema innymi aktorkami AV Rie Miyagi i Ami Tokitą. Następnie 28 czerwca zaśpiewała na „楽演祭” w Ikebukuro LIVE INN ROSA. W obu wydarzeniach wystąpiła pod pseudonimem „Kokoro”.
22 sierpnia ogłosiła w serwisie X, że będzie działać pod nowym pseudonimem „Kokoro Asano” zamiast „Kokoro Utano”. Pierwszą jej pracą pod nowym nazwiskiem był film „禁欲ムラムラのイキたがり制服美少女は清楚なくせして中年オヤジのねっとりSEXが大好物 浅野こころ” wydany 26 września.
27 grudnia 2023 roku wystąpiła ponownie w LIVE INN ROSA pod swoim obecnym pseudonimem „Kokoro Asano” na wydarzeniu muzycznym „楽演祭 vol.28”.
Pojawiła się w 15-godzinnej serii S1 GIRLS COLECTION z udziałem 28 najpiękniejszych japońskich aktorek AV w 2023 roku, wydanej 13 lutego 2024 roku pod tytułem „日本で最も美しい女優ベスト28 【2023年版】 102セックス15時間”. 16 maja wystąpiła na wydarzeniu muzycznym „月で逢いましょう vol.94 原宿大作戦” w Sangenjaya Grapefruit Moon w Tokio wraz z RARĄ i Nanao Satsuki, które należą do tej samej agencji. Asano, była główną gwiazdą wydarzenia i wykonała covery „Tsuyoku Hakanai Monotachi” (強く儚い者たち) japońskiej wokalistki Cocco i „Sobakasu” (そばかす) zespołu JUDY AND MARY.
15 lipca 2024 roku wydanie „「ヤメて」が言えない子供な彼女の妹に欲情し こっそりハメ続けたら…まさかの俺のチ●ポの虜。 浅野こころ” zajęło 1. miejsce w cotygodniowym rankingu AV wypożyczalni FANZA. Było to jej pierwsze miejsce w tygodniowym rankingu. Chociaż 22 lipca ta sama praca zajęła 3. miejsce, to 1. miejsce wśród aktorek AV przypadło Kokoro. W rankingu za tydzień rozpoczynający się 29 lipca film zajął 4. miejsce, a Kokoro utrzymała swoją pozycję. Przez trzy kolejne tygodnie zajmowała 1. miejsce w tym samym rankingu.
Kokoro zajęła 1. miejsce za lipiec 2024 w miesięcznym rankingu aktorek wypożyczalni FANZA.
Film „S1 PRECIOUS GIRLS 2024 オールスター24名大集合ハーレムアイランドSpecial” z jej udziałem uplasował się na 1. miejscu w rankingu sprzedaży wysyłkowej FANZA za tydzień 4 i 11 listopada. 11 listopada film „年末年始、広い学生寮で女学生とおじさん管理人が2人きり… 禁断シチュに欲情した中年ち●ぽと寂しさ埋めたい若い少女おま●こは相性良すぎて合体し続けた。” zajął 2. miejsce w rankingu wypożyczalni FANZA.

## Informacje
- Potrafi zagrać na instrumentach takich jak trąbka, perkusja i fortepian[20].

## Filmografia

### Filmy dla dorosłych
| #                 | Data            | Tytuł | Kod wideo | Producent | Uwagi | Przy.  |
| Jako Kokoro Utano |                 | |           |           | |        |
| 2023              |                 | |           |           | |        |
| 1                 | 28 marca        | 新人No.1 STYLE 杜の都が産んだ幻の朝ドラヒロイン歌野こころAVデビュー                                                                             | SSIS-696  | S1        | Debiut AV, dystrybucja rozpoczęła się 24 marca                                                                    | [ 21 ] |
| 2                 | 25 kwietnia     | 二人きりの撮影で、より自然体に、もっと大胆にー。 東京胸キュンデートめちゃイキハメ撮り3本番 歌野こころ                                           | SSIS-697  | S1        | Dystrybucja rozpoczęła się 21 kwietnia                                                                            | [ 22 ] |
| 3                 | 23 maja         | 交わる体液、濃密セックス 完全ノーカットスペシャル 歌野こころ                                                                                    | SSIS-714  | S1        | Dystrybucja rozpoczęła się 19 maja                                                                                | [ 23 ] |
| 4                 | 27 czerwca      | 激イキ142回！痙攣4220回!イキ潮2150cc!幻の朝ドラヒロイン エロス覚醒 はじめての大・痙・攣スペシャル 歌野こころ                                    | SSIS-753  | S1        | Dystrybucja rozpoczęła się 23 czerwca                                                                             | [ 24 ] |
| Jako Kokoro Asano |                 | |           |           | |        |
| 5                 | 26 września     | 禁欲ムラムラのイキたがり制服美少女は清楚なくせして中年オヤジのねっとりSEXが大好物 浅野こころ                                                    | SSIS-812  | S1        | Pierwszy film pod nowym nazwiskiem, dystrybucja rozpoczęła się 22 września                                        | [ 25 ] |
| 6                 | 24 października | 清楚の奥に秘めたエロスポテンシャル開花 人生初の巨根ポルチオ開発 膣奥トランス絶頂 浅野こころ                                                     | SSIS-848  | S1        | Dystrybucja rozpoczęła się 20 października                                                                        | [ 26 ] |
| 7                 | 28 listopada    | 平日17時のラブホテルで繰り広げられる背徳接吻性交 浅野こころ                                                                                     | SSIS-959  | S1        | Dystrybucja rozpoczęła się 24 listopada                                                                           | [ 27 ] |
| 8                 | 26 grudnia      | 相部屋NTR 仙台から上京してきた純朴新入社員が絶倫上司に仕組まれ朝から晩まで不倫セックスでイカされ続けた出張先の夜 浅野こころ                     | SSIS-992  | S1        | Dystrybucja rozpoczęła się 22 grudnia                                                                             | [ 28 ] |
| 2024              |                 | |           |           | |        |
| 9                 | 30 stycznia     | 清楚系な彼女が裏では発作的ヤリマン女！？所構わず勃起させ強引にハメてくるむっつり本性むき出し初デート！！ 浅野こころ                             | SONE-035  | S1        | Dystrybucja rozpoczęła się 19 stycznia                                                                            | [ 29 ] |
| 10                | 13 lutego       | 日本で最も美しい女優ベスト28 【2023年版】 102セックス15時間                                                                                     | OFJE-552  | S1        | 15-godzinne wydanie zawierające 28 najpiękniejszych aktorek w Japonii w 2023, dystrybucja rozpoczęła się 9 lutego | [ 10 ] |
| 11                | 27 lutego       | バイト先の美人女子大生は仕事は真面目なのに死ぬほどセックスが好きだった。                                                                        | SONE-080  | S1        | Dystrybucja rozpoczęła się 23 lutego                                                                              | [ 30 ] |
| 12                | 26 marca        | 「ヤメて」が言えない子供な彼女の妹に欲情し こっそりハメ続けたら…まさかの俺のチ●ポの虜。 浅野こころ                                              | SONE-127  | S1        | Dystrybucja rozpoczęła się 22 marca                                                                               | [ 31 ] |
| 13                | 23 kwietnia     | キレかわ清楚の女子●生を我慢できずにメチャクチャ痴●してやったら…彼氏よりも俺のテクの虜に。 浅野こころ                                            | SONE-162  | S1        | Dystrybucja rozpoczęła się 19 kwietnia                                                                            | [ 32 ] |
| 14                | 28 maja         | 清楚な見た目で下品に下半身うねらせ ガニ股！スパイダー！グラインド！杭打ちピストン！11の腰使いを持つマルチ騎乗位の才女 浅野こころ                | SONE-208  | S1        | Dystrybucja rozpoczęła się 24 maja                                                                                | [ 33 ] |
| 15                | 11 czerwca      | 本当は大嫌いなのに・・・セクハラ中年上司に 身も心もイキ堕ちる屈辱の相部屋性交16時間NTRベスト                                                    | OFJE-569  | S1        | 16-godzinne wydanie specjalne, w którym znalazło się 14 aktorek S1, dystrybucja rozpoczęła się 7 czerwca          | [ 34 ] |
| 16                | 25 czerwca      | チ●ポ頬張っても超カワイイ！めちゃ綺麗な顔の絶対ヌケるフェラ大集結！ とにかくビジュ最強の顔面特化女優による入念&怒涛のチ●ポしゃぶり67射精8時間   | OFJE-571  | S1        | 8-godzinne wydanie specjalne, w którym znalazły się aktorki S1, dystrybucja rozpoczęła się 21 czerwca             | [ 35 ] |
| 17                | 25 czerwca      | 「彼女なんかより先生の口に精子出して」 彼女ができた僕に嫉妬した痴女教師が執拗即尺で何度も寝取ろうとしてくる                                     | SONE-235  | S1        | Dystrybucja rozpoczęła się 21 czerwca                                                                             | [ 36 ] |
| 18                | 23 lipca        | 年末年始、広い学生寮で女学生とおじさん管理人が2人きり… 禁断シチュに欲情した中年ち●ぽと寂しさ埋めたい若い少女おま●こは相性良すぎて合体し続けた。 | SONE-272  | S1        | Dystrybucja rozpoczęła się 19 lipca                                                                               | [ 37 ] |
| 19                | 27 sierpnia     | 浅野こころが壊れてしまう…宙に浮くほどイキ飛び跳ねるエビ反り媚薬漬けノンストップ性交                                                             | SONE-317  | S1        | Dystrybucja rozpoczęła się 23 sierpnia                                                                            | [ 38 ] |
| 20                | 24 września     | 華奢で気弱な競泳少女が屈強なスイマーたちに囲まれ息つく間も無くピストンされ続ける輪姦水泳部                                                      | SONE-366  | S1        | Dystrybucja rozpoczęła się 20 września                                                                            | [ 39 ] |
| 21                | 22 października | 無口で大人しい女生徒になら何してもいいんじゃないか？地味な図書委員は担任に犯されてもイキまくった。                                              | SONE-411  | S1        | Dystrybucja rozpoczęła się 18 października                                                                        | [ 40 ] |
| 22                | 12 listopada    | 清楚でエロくて演技力が異常に高い 浅野こころ初ベスト デビュー1周年最新12タイトル12時間スペシャル                                                 | OFJE-466  | S1        | Wydanie z okazji pierwszej rocznicy debiutu, dystrybucja rozpoczęła się 8 listopada                               | [ 41 ] |
| 23                | 26 listopada    | 家族想いの妹はニート兄のチンチンを健気に毎日お世話する。 引きこもった兄の性欲処理が日課なヤングケアラー女子●生                                  | SONE-460  | S1        | Dystrybucja rozpoczęła się 22 listopada                                                                           | [ 42 ] |
| 24                | 10 grudnia      | S1 PRECIOUS GIRLS 2024 オールスター24名大集合ハーレムアイランドSpecial                                                                          | SONE-560  | S1        | Wydanie specjalne z okazji 20. rocznicy S1, w filmie wystąpiły 24 aktorki, dystrybucja rozpoczęła się 6 grudnia   | [ 43 ] |

### Filmy dla dorosłychVR
| #                 | Data            | Tytuł | Kod wideo | Producent | Uwagi                           | Przy.  |
| Jako Kokoro Asano |                 | |           |           |                                 |        |
| 2023              |                 | |           |           |                                 |        |
| 1                 | 10 października | VR No.1STYLE 浅野こころ解禁 杜の都出身の見た目は清楚、中身はどスケベな浅野こころを完全独占！最高の密着距離でひたすらSEXに没頭する究極同棲VR | SIVR-285  | S1        | Pierwszy film VR z jej udziałem | [ 44 ] |
| 2                 | 17 grudnia      | クラスで一番可愛い僕の彼女は清楚に見えておしゃぶり大好きで毎日のようにフェラチオをせがんでくる                                              | SIVR-296  | S1        |                                 | [ 45 ] |

### Inne
| #                 | Data        | Tytuł                               | Kod wideo  | Producent   | Uwagi       | Przy.  |
| Jako Kokoro Asano |             |                                     |            |             |             |        |
| 2024              |             |                                     |            |             |             |        |
| 1                 | 26 stycznia | 浅野こころ／こころ伝説              | MBDD-2106  | media brand | Obraz wideo | [ 46 ] |
| 2                 | 20 września | Sincerely ～真心をこめて 浅野こころ | MBDD-2127B | media brand | Obraz wideo | [ 47 ] |

## Publikacje

### Fotoksiążka
| #                 | Data        | Tytuł                        | Numer książki       | Informacje                                | Uwagi                    | Przy.  |
| Jako Kokoro Asano |             |                              |                     |                                           |                          |        |
| 2024              |             |                              |                     |                                           |                          |        |
| 1                 | 29 stycznia | 浅野こころ1st.写真集「恋心」 | ISBN 978-4775606711 | Zdjęcia: Takaaki Inada Wydawca: Saibunkan | Jej pierwsza fotoksiążka | [ 48 ] |

### Cyfrowa fotoksiążka
| #                 | Data        | Tytuł                       | Informacje                        | Uwagi                            | Przy.  |
| Jako Kokoro Utano |             |                             |                                   |                                  |        |
| 2023              |             |                             |                                   |                                  |        |
| 1                 | 21 sierpnia | 歌野こころ おかえりヒロイン | Zdjęcia: ICHI Wydawca: Shogakukan | Jej pierwsza cyfrowa fotoksiążka | [ 49 ] |

### Karta kolekcjonerska
| #                 | Data        | Tytuł                                                                                 | Informacje              | Uwagi | Przy.  |
| Jako Kokoro Asano |             |                                                                                       |                         |       |        |
| 2024              |             |                                                                                       |                         |       |        |
| 1                 | 27 kwietnia | AVC ジューシーハニー コレクションカード PLUS ＃22 浅野こころ 波多野結衣 本庄鈴 石川澪 | Wydawca: 株式会社ミント |       | [ 50 ] |